# Fidżi na Mistrzostwach Świata w Lekkoatletyce 2015
Fidżi na Mistrzostwach Świata w Lekkoatletyce 2015 – reprezentacja Fidżi podczas Mistrzostw Świata w Pekinie liczyła 2 zawodników, która nie zdobyła medalu.

## Występy reprezentantów Fidżi

### Konkurencje biegowe
| Konkurencja            | Zawodnik           | Runda 1  | Runda 1 | Półfinał | Półfinał | Finał    | Finał   |
| Konkurencja            | Zawodnik           | Rezultat | Pozycja | Rezultat | Pozycja  | Rezultat | Pozycja |
| ---------------------- | ------------------ | -------- | ------- | -------- | -------- | -------- | ------- |
| Bieg na 100 m mężczyzn | Banuve Tabakaucoro | 10,50    | 2. Q    | 10,41    | 41.      | NQ       | NQ      |

### Konkurencje techniczne
| Konkurencja         | Zawodnik        | Eliminacje | Eliminacje | Finał    | Finał   |
| Konkurencja         | Zawodnik        | Rezultat   | Pozycja    | Rezultat | Pozycja |
| ------------------- | --------------- | ---------- | ---------- | -------- | ------- |
| Skok w dal mężczyzn | Waisale Dausoko | 6,89 m     | 28.        | NQ       | NQ      |